# Bjリーグアワード
bjリーグアワードは、日本のプロバスケットボール・bjリーグにおける賞である。
シーズンを通じて活躍した選手らより各賞を選定する。

## 表彰される賞
「個人タイトル」はレギュラーシーズンの成績より決定。「プレイオフ最優秀選手」を除く賞はレギュラーシーズン終了後、「プレイオフ最優秀選手」はプレイオフ後に発表される。「最優秀選手」「ベスト5」「最優秀レフリー」「最優秀コーチ」「個人タイトル」受賞者にはトロフィーと賞金が贈られる。
※の賞は2008-09シーズンのみ各カンファレンスより1チームを表彰の対象としていた。
最優秀選手
レギュラーシーズン、プレイオフでの結果を元にbjリーグ選考委員会にて決定。実質的にはプレイオフで最も活躍した選手が受賞することが多い（例として、2007-2008シーズンのほとんどの試合に出場しなかったリン・ワシントンが受賞している）
なお、2008-09シーズンよりレギュラーシーズンとプレイオフに分けて表彰することになった。レギュラーシーズンについては「サークルKサンクスレギュラーシーズン最優秀選手」とする。
ベスト5（ガード2名、フォワード2名、センター1名）
レギュラーシーズンの成績を元にコミッショナー、ヘッドコーチおよび全選手の投票により決定。なお、自球団選手への投票は認められない。
最優秀コーチ
レギュラーシーズン、ワイルドカードゲームの結果を元にbjリーグ選考委員会にて決定。優勝したチームではなく、チーム能力を最も上げたヘッドコーチが選ばれる傾向にある。
個人タイトル
- 最多得点（総得点650点以上、もしくは45試合以上出場）
- 最多アシスト（総アシスト160本以上、もしくは45試合以上出場）
- 最多リバウンド（総リバウンド260本以上、もしくは45試合以上出場）
- 最多スティール（総スティール65本以上、もしくは45試合以上出場）
- 最多ブロックショット（総ブロック40本以上、もしくは45試合以上出場）
- 最高3ポイント成功率（総3ポイント試投130本以上）
- 最高フリースロー成功率（総フリースロー試投65本以上）

MIP（2008-09新設）
前シーズンと比較して、最も成長した選手に贈られる賞
最優秀6th man（同）
ベンチスタートで、チームの勝利に最も貢献した選手に贈られる賞
コミッショナー特別賞（適宜）
シーズンを通じてのフェアプレーなどで受賞に値する選手に贈られる賞
ベストパフォーマー賞（2007-08新設）
チアリーダーズ（ダンスチーム）への賞。インターネットによる一般投票、各のチアリーダーズ（ダンスチーム）のディレクター、特別審査員の投票により決定。2008-09まではEAST・WESTそれぞれでチャンピオン決定後、決選投票が行われていた。
※ベストブースター
ブースター（応援団）への賞
※チームアシスト（2006-07新設）
球団運営に多大な貢献をした個人・団体を称える賞
bjハーモニー賞（2009-10新設）
bjリーグの社会貢献活動「bjハーモニー」が創設した賞。
新人賞
入団1シーズン目と、アーリーエントリーで契約して2シーズン目の選手の新人選手を対象とした賞。

### 過去の賞
最優秀レフリー（2007-08まで）
コミッショナー、ヘッドコーチおよび全選手の投票により決定。
※コミュニティーアシスト（2006-07 ～ 2008-09）
最も地域・社会へ貢献したチームへの賞
ベストアリーナ（2007-08・2008-09）
アリーナ（会場）へ向けた賞

## 受賞者

### 最優秀選手
| 年      | レギュラーシーズン               | プレイオフ                       | 備考                                    |
| 2005-06 | リン・ワシントン（大阪）         | リン・ワシントン（大阪）         | レギュラー、プレイオフ通じて1名を選考。 |
| 2006-07 | デイビッド・パルマー（大阪）     | デイビッド・パルマー（大阪）     |                                         |
| 2007-08 | リン・ワシントン（大阪）         | リン・ワシントン（大阪）         |                                         |
| 2008-09 | ジェフ・ニュートン（沖縄）       | ジェフ・ニュートン（沖縄）       | レギュラー・プレイオフ別個に1名ずつ選出 |
| 2009-10 | ウェンデル・ホワイト（浜松）     | 大口真洋（浜松）                 |                                         |
| 2010-11 | ジェフリー・パーマー（浜松）     | ジェフリー・パーマー（浜松）     |                                         |
| 2011-12 | ジャスティン・バーレル（横浜）   | アンソニー・マクヘンリー（沖縄） |                                         |
| 2012-13 | アンソニー・マクヘンリー（沖縄） | 蒲谷正之（横浜）                 |                                         |
| 2013-14 | 城宝匡史（富山）                 | 岸本隆一（沖縄）                 |                                         |
| 2014-15 | ケジュアン・ジョンソン（仙台）   | ナイル・マーリー（浜松）         |                                         |
| 2015-16 | ウェンデル・ホワイト（仙台）     | イバン・ラベネル（沖縄）         |                                         |

### ベスト5
| 年       | ガード                          | ガード                                 | フォワード                      | フォワード                    | センター                          |
| 2005 -06 | マット・ロティック （大阪）     | 鈴木裕紀 （大分）                      | マイケル・ジャクソン （仙台）   | ウィリアム・ピペン （東京A）  | ニック・デービス （新潟）         |
| 2006 -07 | 青木康平 （東京A）              | ラシード・スパークス （高松）          | リン・ワシントン （大阪）       | アンディー・エリス （大分）   | ニック・デービス （新潟）         |
| 2007 -08 | マイキー・マーシャル （大阪）   | 澤岻直人 （沖縄）                      | レジー・ウォーレン （高松）     | アンディー・エリス （大分）   | パトリック・ワーティー （仙台）   |
| 2008 -09 | マイケル・ガーデナー （浜松）   | 澤岻直人 （沖縄）                      | ボビー・セントプルー （仙台）   | リン・ワシントン （大阪）     | ジェフ・ニュートン （沖縄）       |
| 2009 -10 | 青木康平 （東京A）              | マクムード・ブドゥル ラウーフ （京都） | マイケル・パーカー （福岡）     | ウェンデル・ホワイト （浜松） | ジュリアス・アシュビー （東京A）  |
| 年       | ガード                          | ガード                                 | センター・フォワード            | センター・フォワード          | センター・フォワード              |
| 2010 -11 | ウェイン・アーノルド （浜松）   | 石崎巧 （島根）                        | ジェフリー・パーマー （浜松）   | マイケル・パーカー （福岡）   | アンソニー・マクヘンリー （沖縄） |
| 2011 -12 | ジャメイン・ディクソン （浜松） | 城宝匡史 （富山）                      | 太田敦也 （浜松）               | ケビン・パルマー （福岡）     | ジャスティン・バーレル （横浜）   |
| 2012 -13 | ドゥレイロン・バーンズ （横浜） | 並里成 （沖縄）                        | クリス・ホルム （新潟）         | ジェラル・デービス （島根）   | アンソニー・マクヘンリー （沖縄） |
| 2013 -14 | 富樫勇樹 （秋田）               | 城宝匡史 （富山）                      | アイラ・ブラウン （富山）       | レジー・ウォーレン （福岡）   | アンソニー・マクヘンリー （沖縄） |
| 2014 -15 | 田口成浩 （秋田）               | ケジュアン・ジョンソン （仙台）        | スクーティー・ランダル （岩手） | リチャード・ロビー （秋田）   | レジー・ウォーレン （京都）       |
| 2015 -16 | 岸本隆一 （沖縄）               | 城宝匡史 （富山）                      | ルブライアン・ナッシュ （福島） | ウェンデル・ホワイト （仙台） | ジョシュ・デービス （島根）       |

### 個人タイトル
| 年       | PTS                             | PTS  | AST                               | AST | RBD                           | RBD  | STL                             | STL | BLK                              | BLK | 3P成功率                      | 3P成功率 | FT成功率                                  | FT成功率 |
| 2005 -06 | ジョン・ハンフリー （東京A）    | 23.2 | マット・ロティック （大阪）       | 4.4 | ニック・デービス （新潟）     | 15.5 | ジャック・ハートマン （大分）   | 2.0 | ジェフ・ニュートン （大阪）      | 2.7 | 鈴木裕紀 （大分）             | 43.7 %   | 青木康平 （東京A）                        | 86.4 %   |
| 2006 -07 | ジョン・ハンフリー （東京A）    | 25.9 | ラシード・スパークス （高松）     | 4.7 | ゴードン・ジェームス （埼玉） | 14.3 | ラシード・スパークス （高松）   | 2.4 | ジェフ・ニュートン （大阪）      | 2.3 | 庄司和広 （埼玉）             | 44.4 %   | 青木康平 （東京A）                        | 93.3 %   |
| 2007 -08 | アンディー・エリス （大分）     | 25.1 | 澤岻直人 （沖縄）                 | 5.8 | ゴードン・ジェームス （埼玉） | 14.4 | マイケル・パーカー （福岡）     | 2.6 | ジェフ・ニュートン （大阪）      | 3.4 | 鈴木裕紀 （大分）             | 50.4 %   | 仲村直人 （大阪）                         | 91.0 %   |
| 2008 -09 | マイケル・パーカー （福岡）     | 26.8 | マイケル・ガーデナー （浜松）     | 6.8 | クリス・ホルム （仙台）       | 15.6 | マイケル・パーカー （福岡）     | 2.6 | ジョージ・リーチ （高松）        | 2.5 | 竹野明倫 （新潟）             | 41.3 %   | 青木康平 （東京）                         | 91.4 %   |
| 2009 -10 | マイケル・パーカー （福岡）     | 26.5 | マイケル・ガーデナー （高松）     | 7.0 | ゲイリー・ハミルトン （滋賀） | 14.3 | アントワン・ブロキシー （高松） | 2.9 | マイケル・パーカー （福岡）      | 2.9 | ウェイン・アーノルド （浜松） | 40.0 %   | 高橋憲一 （仙台）                         | 88.2 %   |
| 2010 -11 | マイケル・パーカー （福岡）     | 27.3 | ケニー・サターフィールド （大阪） | 6.5 | ゲイリー・ハミルトン （滋賀） | 15.2 | マイケル・パーカー （福岡）     | 2.3 | ジェラル・デービス （島根）      | 3.2 | 竹野明倫 （福岡）             | 46.0 %   | マクムード・アブドゥル＝ラウーフ （京都） | 89.0 %   |
| 2011 -12 | マイケル・パーカー （島根）     | 23.1 | ケニー・サターフィールド （埼玉） | 6.7 | クリス・ホルム （新潟）       | 14.3 | ジャメル・スタテン （千葉）     | 2.8 | ジェラル・デービス （島根）      | 3.8 | デイビッド・パルマー （沖縄） | 50.0 %   | 青木康平 （大阪）                         | 89.5 %   |
| 2012 -13 | ジョン・ハンフリー （埼玉）     | 27.2 | 志村雄彦 （仙台）                 | 6.3 | クリス・ホルム （新潟）       | 14.5 | マイケル・パーカー （島根）     | 2.3 | ジェラル・デービス （島根）      | 3.5 | 蒲谷正之 （横浜）             | 43.4 %   | デイビッド・パルマー （京都）             | 89.5 %   |
| 2013 -14 | ジョン・ハンフリー （埼玉）     | 23.9 | 富樫勇樹 （秋田）                 | 7.9 | ルーベン・ボイキン （秋田）   | 13.5 | ジョン・ハンフリー （埼玉）     | 2.1 | アンソニー・ストーバー （東京C） | 2.9 | 田口成浩 （秋田）             | 44.5 %   | 菅原洋介 （大阪）                         | 89.6 %   |
| 2014 -15 | ケジュアン・ジョンソン （仙台） | 23.8 | 鈴木達也 （奈良）                 | 7.0 | ウィル・フォスター （東京）   | 13.7 | ケジュアン・ジョンソン （仙台） | 2.8 | ウィル・フォスター （東京C）     | 3.5 | 大口真洋 （浜松）             | 44.9 %   | 青木康平 （福岡）                         | 93.3 %   |
| 2015 -16 | ルブライアン・ナッシュ （福島） | 26.6 | 鈴木達也 （奈良）                 | 6.6 | ジョシュ・デービス （島根）   | 15.5 | アンドレ・マレー （広島→東京）  | 2.3 | エグゼビア・ギブソン （長野）    | 2.5 | 横尾達泰 （島根）             | 45.8 %   | 青木康平 （福岡）                         | 94.5 %   |

### 各年度の受賞者
- 2005-2006
- 2006-2007
- 2007-2008
- 2008-2009
- 2009-2010
- 2010-2011
- 2011-2012
- 2012-2013
- 2013-2014
- 2014-2015
- 2015-2016